# Henriette Reker
Henriette Reker (Keulen, 9 december 1956) is een Duits juriste en lokaal politica.
In 2015 stelde Reker zich kandidaat voor het burgemeesterschap van de stad Keulen. De campagne viel samen met de massale intocht in Duitsland van vluchtelingen uit Syrië en andere landen, die leidde tot verhitte debatten en confrontaties tussen voor- en tegenstanders van het ruimhartige asielbeleid van Angela Merkel. Reker behoorde tot de voorstanders. Op zaterdag 17 oktober, de laatste campagnedag, werd ze neergestoken door Frank S., een tegenstander. Ze raakte zwaargewond, maar de verkiezingen van 18 oktober gingen door. Reker werd met ruime meerderheid gekozen tot burgemeester.
- Gemeinsame Normdatei: 1081042850
- International Standard Name Identifier: 0000 0004 5764 4966
- Library of Congress Control Number: n2017031733
- Virtual International Authority File: 61145304922078611092
- WorldCat: E39PBJdxbwbWPy6pQjWRTbDrMP